# 西平彰
西平 彰（にしひら あきら、1958年2月13日 - ）は、日本の作曲家、編曲家、キーボーディスト、音楽大学講師。東京都出身。慶應義塾志木高等学校、慶應義塾大学文学部卒業。
1980年代に沢田研二のバックバンド（正確にはユニット）、エキゾティクスのキーボーディスト、作曲家として活動。その後、吉川晃司や氷室京介の編曲家、キーボーディストとして活動、洗足学園音楽大学のキーボード講師も務める。

## 評価

### 人物
エキゾティクスのなかでは、寡黙な存在で縁の下の力持ち的存在である。

### 音楽
エキゾティクスのサブリーダー、編曲家、として1980年代前半の沢田研二の音楽活動に大きな貢献を果たした。具体的には歌謡曲の面影を引きずる沢田研二の音楽性（1970年代の井上堯之バンド時代は「勝手にしやがれ」のように楽曲にオーケストラが使われることが多かった）を、ロックバンドスタイルに変換し、これを確立させている。
名前が似ているキーボード奏者に西本明（にしもとあきら）がいる。彼も、沢田研二のアルバム「TOKIO」や、吉川晃司のアルバム「パラシュートが落ちた夏」にキーボーディストとして参加しており、佐野元春のバックでキーボーディストとしても活躍していた。

### 実績
作曲、編曲、演奏（ライブ含む）を手がけたミュージシャンを列記。
- 浅香唯
- 麻田華子
- UP-BEAT
- Adeyto
- ゆうゆ
- 宇多田ヒカル
- 宇都宮隆
- 大黒摩季
- 岡村靖幸
- 荻野目洋子
- 奥華子
- オフコース
- 葛城哲哉
- 木瀬りえ子
- 吉川晃司
- Qlair
- 黒夢
- 小泉今日子
- 沢田研二 - 『6番目のユ・ウ・ウ・ツ』作曲[3]
- シド
- 少女隊
- Skoop On Somebody
- 鈴木祥子
- 千年COMETS
- Zoe
- 種ともこ
- CHAGE and ASKA
- 鶴久政治
- Tina
- TETSUYA
- ともさかりえ
- 中原めいこ
- 中森明菜
- 早瀬優香子
- BIIR
- 氷室京介
- PENICILLIN
- 平松愛理
- ピンボール
- 槇原敬之
- 松岡英明
- 山本達彦
- 横山輝一
- L'Arc〜en〜Ciel
- ROUAGE
- Lunakate
- 渡辺美里

他多数

## アルバム
- QUIZ オリジナルサウンドトラック・TBS系列テレビドラマ